# Hautasaari (ö i Taivalkoski, Tyräjärvi)
Hautasaari är en ö i Finland. Den ligger i sjön Tyräjärvi och i kommunen Taivalkoski i den ekonomiska regionen  Koillismaa ekonomiska region  och landskapet Norra Österbotten, i den nordöstra delen av landet, 600 km norr om huvudstaden Helsingfors. Öns största längd är 50 meter i sydöst-nordvästlig riktning.

## Klimat
Trakten ingår i den boreala klimatzonen. Årsmedeltemperaturen i trakten är −3 °C. Den varmaste månaden är juli, då medeltemperaturen är 15 °C, och den kallaste är januari, med −18 °C.